# Papa Callisto II
Callisto II, nato Gui de Bourgogne oppure Guido dei conti di Borgogna (Quingey, 1060 circa – Roma, 13 dicembre 1124), è stato il 162º papa della Chiesa cattolica dal 2 febbraio 1119 fino alla sua morte.

## Biografia
Guido era figlio di Guglielmo I, detto il Grande o l'Ardito (1020 – 1087), Conte di Borgogna, Mâcon e Vienne, e di Stefania (ca. 1035 – dopo il 1088), di cui non si conoscono con esattezza gli ascendenti, ma che l'ipotesi più accreditata indica come figlia di Gerardo di Vienne.
Nel 1088 fu nominato arcivescovo di Vienne da Urbano II e legato in Francia da Pasquale II. Fu un ecclesiastico riformatore e aveva un forte punto di vista sulla lotta per le investiture, ma come papa fu disposto a negoziare con l'imperatore Enrico V.

### Pontificato
L'elezione papale si tenne nell'Abbazia di Cluny, in Borgogna, dal 29 gennaio al 2 febbraio 1119.
Quando nel marzo del 1120 Callisto entrò a Roma, provocò la fuga dell'antipapa Gregorio VIII, che trovò scampo a Sutri, dove si trovava ancora quando nell'aprile del 1121 le truppe pontificie di Callisto assediarono la città per otto giorni, fino a quando i cittadini gli consegnarono Gregorio, che venne portato a Roma e imprigionato nel Septizonium.
Il 23 settembre 1122 concluse con l'imperatore Enrico V l'accordo noto come Concordato di Worms, con il quale venivano stabiliti i mutui diritti della Chiesa e dell'Impero: tra i negoziatori papali c'era anche il futuro Onorio II.
Il 18 marzo 1123 tenne il Primo concilio Laterano, in cui rinnovò i decreti riformatori e si fece banditore di una nuova Crociata.
Durante il suo pontificato Callisto II elevò all'onore degli altari san Davide di Menevia e San Gerardo di Potenza nel 1120, e san Corrado, vescovo di Costanza nel 1123.
E ancora, durante il suo pontificato, il 20 maggio 1120, consacrò il Duomo di Volterra e nel 1122 fu la volta della consacrazione della Cattedrale di Catanzaro .
È falsamente attribuita a Callisto II la redazione del Codex calixtinus.

### Concistori per la creazione di nuovi cardinali
Papa Callisto II durante il suo pontificato creò 35 cardinali nel corso di 8 distinti concistori.

## Successione apostolica
La successione apostolica è:
- Arcivescovo Thurstan (1119)
- Vescovo Frédéric de Namur (1119)
- Vescovo Humbert de Grammont (1120)
- Arcivescovo Roffredo II di Benevento (1120)
- Vescovo Giraldo di Salamanca (1121)
- Cardinale Romualdo I Guarna (1121)
- Arcivescovo Adalbero di Brema (1123)

## Ascendenza
Callisto era figlio del Conte Guglielmo I di Borgogna e fratello di Stefano I di Mâcon.
|                         |                          |                          | Genitori                  |  |  | Nonni |  |  | Bisnonni             |  |  | Trisnonni             |  |
|                         |                          |                          |                           |  |  |       |  |  | Ottone I di Borgogna |  |  | Adalberto II d'Italia |  |
|                         |                          |                          |                           |  |  |       |  |  | Ottone I di Borgogna |  |  | Adalberto II d'Italia |  |
|                         |                          | Gerberga di Châlon       |                           |  |  |       |  |  | Ottone I di Borgogna |  |  |                       |  |
| Rinaldo I di Borgogna   |                          |                          |                           |  |  |       |  |  | Ottone I di Borgogna |  |  |                       |  |
|                         |                          | Ermentrude di Roucy      | Rinaldo di Roucy          |  |  |       |  |  |                      |  |  |                       |  |
|                         |                          | Ermentrude di Roucy      | Rinaldo di Roucy          |  |  |       |  |  |                      |  |  |                       |  |
|                         |                          | Ermentrude di Roucy      | Alberada di Lorena        |  |  |       |  |  |                      |  |  |                       |  |
| Guglielmo I di Borgogna |                          | Ermentrude di Roucy      |                           |  |  |       |  |  |                      |  |  |                       |  |
|                         |                          | Riccardo II di Normandia | Riccardo I di Normandia   |  |  |       |  |  |                      |  |  |                       |  |
|                         |                          | Riccardo II di Normandia | Riccardo I di Normandia   |  |  |       |  |  |                      |  |  |                       |  |
|                         |                          | Riccardo II di Normandia | Gunnora di Normandia      |  |  |       |  |  |                      |  |  |                       |  |
| Alice di Normandia      |                          | Riccardo II di Normandia |                           |  |  |       |  |  |                      |  |  |                       |  |
|                         |                          | Giuditta di Bretagna     | Conan I di Bretagna       |  |  |       |  |  |                      |  |  |                       |  |
|                         |                          | Giuditta di Bretagna     | Conan I di Bretagna       |  |  |       |  |  |                      |  |  |                       |  |
|                         |                          | Giuditta di Bretagna     | Ermengarda d'Angiò        |  |  |       |  |  |                      |  |  |                       |  |
| Papa Callisto II        |                          | Giuditta di Bretagna     |                           |  |  |       |  |  |                      |  |  |                       |  |
|                         | Gerardo I di Bouzonville | Alberto d'Alsazia        |                           |  |  |       |  |  |                      |  |  |                       |  |
|                         | Gerardo I di Bouzonville | Alberto d'Alsazia        |                           |  |  |       |  |  |                      |  |  |                       |  |
|                         | Gerardo I di Bouzonville | Giuditta d'Alsazia       |                           |  |  |       |  |  |                      |  |  |                       |  |
| Adalberto di Lorena     | Gerardo I di Bouzonville |                          |                           |  |  |       |  |  |                      |  |  |                       |  |
|                         |                          | Gisela di Lotaringia     | Teodorico I di Lotaringia |  |  |       |  |  |                      |  |  |                       |  |
|                         |                          | Gisela di Lotaringia     | Teodorico I di Lotaringia |  |  |       |  |  |                      |  |  |                       |  |
|                         |                          | Gisela di Lotaringia     | Richilde di Bliesgau      |  |  |       |  |  |                      |  |  |                       |  |
| Stefania di Longwy      |                          | Gisela di Lotaringia     |                           |  |  |       |  |  |                      |  |  |                       |  |
|                         |                          | Bernardo I di Foix       | Ruggiero I di Carcassonne |  |  |       |  |  |                      |  |  |                       |  |
|                         |                          | Bernardo I di Foix       | Ruggiero I di Carcassonne |  |  |       |  |  |                      |  |  |                       |  |
|                         |                          | Bernardo I di Foix       | Adélaïde di Rouergue      |  |  |       |  |  |                      |  |  |                       |  |
| Clemenza di Foix        |                          | Bernardo I di Foix       |                           |  |  |       |  |  |                      |  |  |                       |  |
|                         |                          | Garsenda de Bigorre      | Garcia Arnau de Bigorre   |  |  |       |  |  |                      |  |  |                       |  |
|                         |                          | Garsenda de Bigorre      | Garcia Arnau de Bigorre   |  |  |       |  |  |                      |  |  |                       |  |
|                         |                          | Garsenda de Bigorre      | Ricarda d'Astarac         |  |  |       |  |  |                      |  |  |                       |  |
|                         |                          | Garsenda de Bigorre      |                           |  |  |       |  |  |                      |  |  |                       |  |